# II. Lajos bajor király
II. Lajos bajor király (Nymphenburg, München, 1845. augusztus 25. – Starnbergi-tó, Bergnél, 1886. június 13.), a Wittelsbach-házból származó bajor királyi herceg, 1864-től Bajorország uralkodója. Más néven az „Őrült Lajos király”, németül „Der Verrückte König Ludwig”. Gyakran nevezik még „Hattyúkirálynak”, vagy „der Märchenkönig”-nek, azaz „Mesekirálynak” is. Richard Wagner nagy rajongója és támogatója volt, a történelemkönyvekbe leginkább építkezéseivel írta be magát.

## Élete

### Származása
II. Miksa bajor király és felesége, Poroszországi Mária elsőszülött fiaként jött világra.
Egy testvére volt, Ottó herceg, aki I. Ottó néven bajor király lett. Apja mélyen hitt a spártai értékekben, ezért mindkét testvérnek hajnalban kellett kelnie, mértékkel kellett ennie és keményen kellett dolgoznia, mindemellett pedig hideg vízben kellett fürdenie. A fiúk olyan keveset kaptak enni, hogy alkalmanként a szolgáktól kellett kérniük. Lajos egy alkalommal egyik fogát is megkísérelte eladni egy müncheni fogorvosnak, hogy a fogáért kapott pénzből ételt vehessen. Amikor a két fiú beszámolt apjának arról, hogy hangokat hall, apjuk úgy gondolta, erre a legmegfelelőbb megoldás egy darab fekete kenyér és a jéghideg tó átúszása. Miksa szívesen verte fiait. Amikor Lajos kötődni kezdett egy teknőshöz, apja azonnal eltávolíttatta fia közeléből az állatot.

## Uralkodása

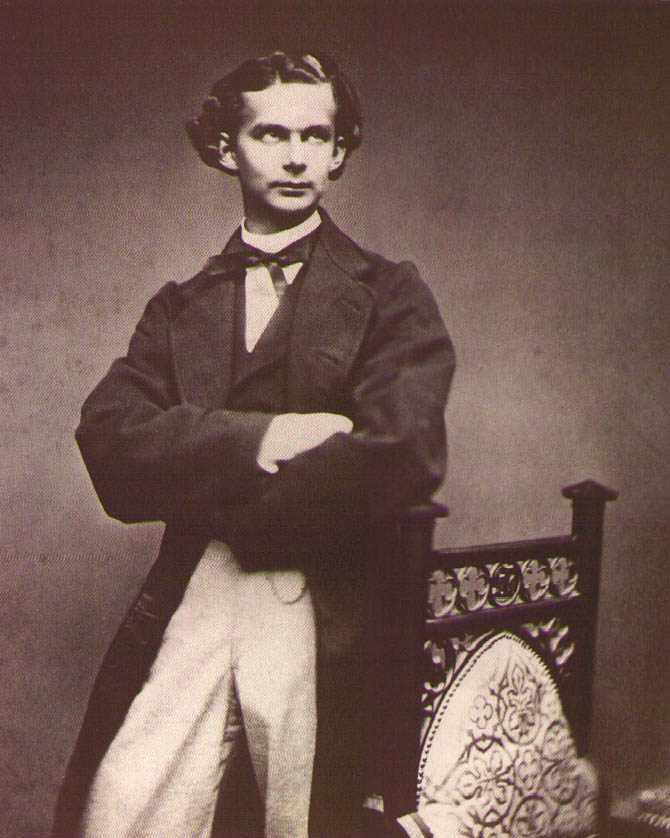
Lajos nem sokkal trónrajutása után

Apja korai halála után 18 évesen került a trónra. Megnyerő külseje miatt a bajor nép hamar megszerette. A trónra lépésekor kialakuló Schleswig-Holstein konfliktusban VIII. Augustenburgi Frigyest és rajta keresztül Poroszországot támogatta, ám katonailag nem állt melléjük.
Az Ausztria és Poroszország között zajló héthetes háborúba (1866) Ausztria oldalán lépett be, majd miután az osztrákok vereséget szenvedtek, 1867-ben Poroszországgal kötött egyezséget. Visszautasította III. Napóleon ajánlatát, hogy hozzanak létre egy francia–osztrák–bajor szövetséget, és amikor kitört az 1870-1871-es porosz–francia háború, habozás nélkül Poroszország oldalára állt. Ekkor ismerte fel, hogy a bajor hadügyi reform is elodázhatatlan, így miniszterelnöke, Chlodwig zu Hohenlohe-Schillingsfürst és Siegmund von Pranckh hadügyminiszter segítségével komolyan modernizálták a bajor hadsereget. 1870 decemberében Otto von Bismarck javaslatára levélben hívta fel a német hercegeket egy új Német Birodalom megalakítására. Meghívta a trónra I. Vilmos porosz királyt és felajánlotta, hogy a két uralkodó felváltva vezesse az országot.
1871-ben a többi délnémet királysághoz (Württemberghez, Szászországhoz és a vezető Poroszországhoz) hasonlóan az újonnan megalakult Német Birodalomhoz csatolta birtokait, így Bajorország mint független királyság megszűnt. A felváltva viselt korona elképzelése nem teljesült, mint ahogy a Bajor Királyságnak ígért területeket sem kapta meg. Mindezek miatt, valamint azért, mert belefáradt minisztereivel vívott harcába, hogy megerősíthesse az egyház hatalmát (ellenezték Lajos Vatikánhoz való közeledési törekvéseit), egyre inkább visszavonult a politikai és a társasági élettől. Az 1880-as években szinte teljesen visszavonult a közélettől és csak szenvedélyeinek élt, a zenének és az építkezéseknek. Ebből kifolyólag egyre népszerűtlenebb lett az országban.

### Trónfosztása
II. Lajos miniszterei idővel megelégelték a király véget nem érő költekezéseit. A német egység létrejötte után a korlátozott mozgástérrel bíró Bajorország vezetői, ha nem is egykönnyen, de az uralkodó eltávolítása mellett döntöttek. Bár Lajos öccsén, Ottón szintén az elmebaj jelei mutatkoztak, mégis őt akarták a trónra ültetni, miközben a tényleges hatalmat Luitpold herceg, az elhunyt II. Miksa király öccse gyakorolta volna. Ürügyként a királyt őrültté, azaz kormányzásra alkalmatlannak nyilváníttatták. A „kínos kötelességet” Bernhard von Gudden elmegyógyász vállalta, aki a szolgák vallomásai alapján állította ki szakvéleményét a király elmezavaráról, miszerint paranoid skizofréniában szenved. Valójában Lajost sohasem vizsgálta meg. Gudden a szolgáktól megtudta, hogy a király gyakran támadt rájuk. Elmondták, hogy a legkisebb vétségért elzáratta, vagy akár meg is verette őket. Egyikőjüket megpróbálta megfojtani, mert nem tudta megfogni a kalitkából kirepült madarát. Azt is beszélték, hogy egyik kocsisa a verésbe halt bele. Sok tudós szerint Lajos elmebetegsége és a felhozott vádak megkérdőjelezhetőek, és csupán politikai ármánykodásnak lett áldozata. Bismarck a következőket mondta, amikor megmutatták neki Gudden szakvéleményét: „Mihaszna turkálás a király papírkosarában és szekrényében.”
Friedrich Krafft von Crailsheim báró vezetésével június 9-én küldöttség érkezett Hohenschwangauba, hogy letartóztassák Lajost. Itt elmondták nekik, hogy a király a szomszédos Neuschwansteinban tartózkodik, ezért az éjszakát a várban töltötték. Másnap a követek, mihelyst megtudták, hogy egy kocsis az éjszaka során kiszökött, hajnali háromkor, a szakadó esőben indultak el, hogy elfogják Lajost. A szolgák azonban még időben tájékoztatták a királyt, aki megerősítette a kapu őrzését. Ennek, és a közelből érkező, királyukhoz hű parasztok csoportjának láttára a küldöttség visszamenekült Hohenschwangauba. Itt azonban őket tartóztatták le, és gyalogszerrel kellett visszamenniük Neuschwanstein kastélyába. Lajos halálra ítélte a küldötteket, majd dühe elmúltával még aznap szabadon engedte őket, így azok gyorsan visszatértek Münchenbe. Lajos a történtek hatására mérget, majd a torony kulcsát kérte, hogy öngyilkosságot követhessen el. Végül a szolgálók konyakot és pezsgőt adtak neki, amivel leitta magát. Június 12-én von Gudden vezetésével a müncheni elmegyógyintézet ápolói lefogták a palota lépcsőjén a királyt, és a Starnbergi-tó mellett lévő Berg kastélyba vitték. Lajosnak tudomásul kellett vennie, hogy az eseményeket immár nem ő irányítja.

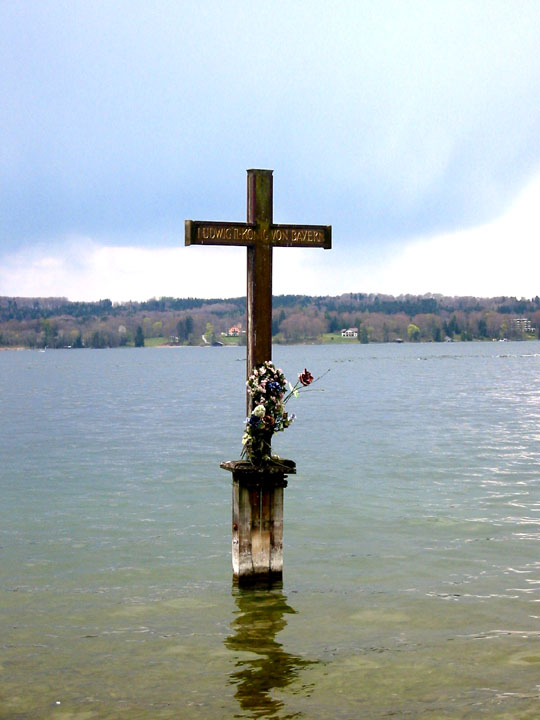
Emlékkereszt jelzi a helyet, ahol megtalálták a király holttestét

### Halála
Megérkezése másnapján, 1886. június 13-án, pünkösdvasárnap Lajos és Gudden két férfi ápoló kíséretében sétálni indult a tóparton. Úgy döntöttek, este hatkor újra sétálnak egyet. Ekkor Gudden közölte az ápolókkal, hogy ők most már maradhatnak, este nyolcra visszatérnek a sétáról. Mikor nem értek vissza, dr. Müller, Gudden asszisztense embereket küldött a keresésükre. Már fél 11 volt, amikor megtalálták a király kalapját, kabátját és esernyőjét a tóparton, majd nem sokkal később rábukkantak a király és Gudden holttestére is a sekély vízben, úgy 20-25 méterre a parttól. Hivatalos nyilatkozatot nem adtak ki, de azt beszélték, hogy Gudden nyakán fojtogatás nyomai voltak fellelhetők, míg a királyon külsérelmi nyomok nem mutatkoztak. Mindez arra utal, hogy Lajos először megfojtotta a doktort, és utána magát is a vízbe ölte. Más feltételezések szerint azért ölte meg az orvost, hogy szökni tudjon, ez esetben viszont nincs magyarázat arra, hogy ő maga miért fulladt a vízbe, hiszen jól úszott és a parthoz közel találták meg mindkét holttestet. Az sem egyértelmű, hogy miért támadt Guddenre. Léteznek olyan feltevések is, hogy Gudden megpróbálta megakadályozni a király öngyilkosságát. Más feltételezések pedig azt sugallják, hogy a király tudta, hogy meg kell ölnie Guddent ahhoz, hogy végezni tudjon magával. Vannak olyan elképzelések is, amik elvetik, hogy Lajos tudatosan ölte meg Guddent. E magyarázat szerint a halálukat a dulakodás közben lelték. Megint más felvetések azt valószínűsítik, hogy Lajos menekülés közben kapott szívrohamot, vagy agyvérzést.
A legújabban napvilágot látott elmélet szerint a király szökni akart, és menekülés közben lőtték hátba. Detlef Utermöhle, aki gyermekkorában látta a király kabátját, így emlékezett vissza: „Akkor szüleimmel együtt müncheni lakásában meglátogattuk Josefine Wrbna-Kaunitz birodalmi grófnőt. Ő megmutatta nekünk a kabátot, amelynek hátán két, egymástól távol levő, lövés okozta lyuk volt látható. Nővérem, aki ma a Bajor-erdőben, Chamban él, szintén jelen volt. Ezt eddig titokként őriztük… Úgy emlékszem, hogy a grófnő első alkalommal ezekkel a szavakkal mutatta meg nekünk a kabátot: »Most ti mindnyájan - a néhai II. Lajos bajor király hozzátartozóinak tudta nélkül - megtudhatjátok halálának körülményeit. Íme, megmutatom nektek a kabátot, amelyet halálának napján viselt«.”
Wrbna-Kaunitz grófnő 1973 decemberében meghalt, és a lakásából elvitték a kabátot. A történet hitelességét kétségbe vonja az a tény, hogy a grófnő korábban összetűzésbe került a Wittelsbachokkal.
Lajost a müncheni Szent Mihály-templomban (Michaelskirche) helyezték örök nyugalomra. A szívét az altöttingi Mária kegytemplomban (Gnadenkapelle) helyezték el egy ezüst urnában, apjának urnája és a többi bajor király mellé.

### Magánélete

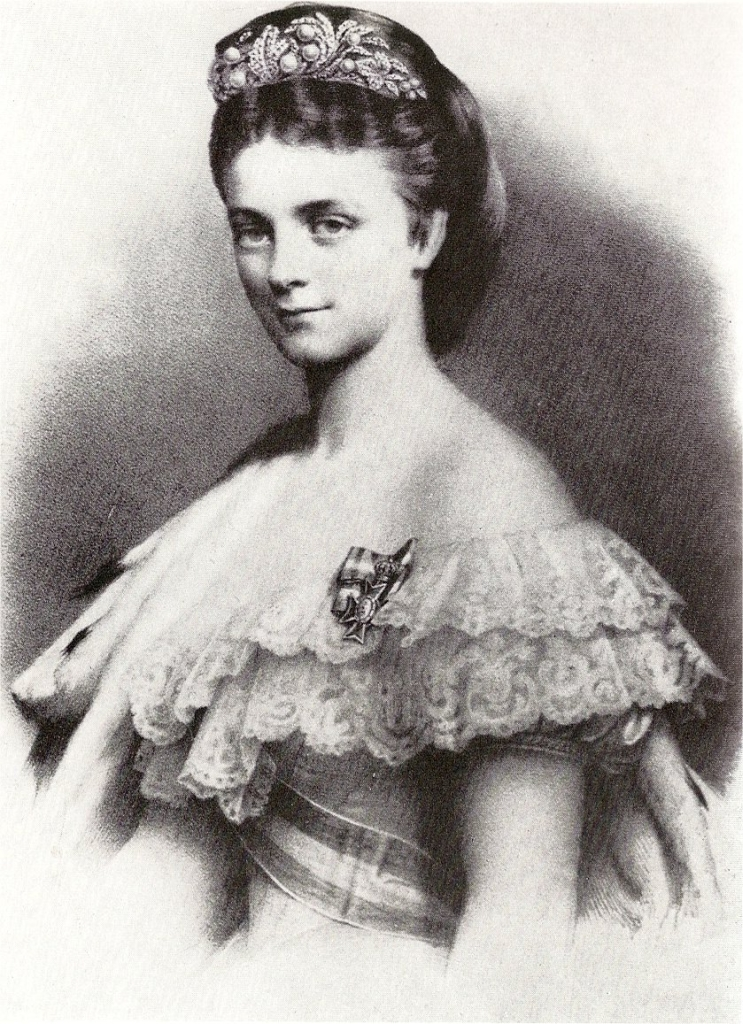
Zsófia Sarolta hercegnő

Unokatestvérével, Zsófia Sarolta bajor hercegnővel járt egy ideig jegyben. Mindketten idealista és romantikus lelkek voltak, rajongtak Wagner zenéjéért. Lajos furcsa ember volt, jegyesét például nem valódi keresztnevén, hanem Wagner operahőseinek nevén szólította. A hercegnőt Elzának vagy Erzsébetnek nevezte, és saját leveleit is Siegfried, vagy Heinrich néven írta alá.
Hivatalos eljegyzésüket 1867. január 22-én hirdették ki, de az esküvő napját többször is elhalasztották, mert a homoszexuális Lajos nem tudta magát rászánni a házasságra. Zsófia apja, Miksa József herceg ezt a helyzetet leánya számára megalázónak ítélte, és levelet írt Lajosnak, amelyben döntésre szólította fel: vagy vegye el Zsófia hercegnőt, vagy bontsák fel eljegyzésüket. Lajos 1867 októberében, pár nappal a kitűzött dátum előtt, végleg lemondta az esküvőt. Titokban elárulta, hogy inkább egy alpesi tóba ölné magát a házasság helyett.

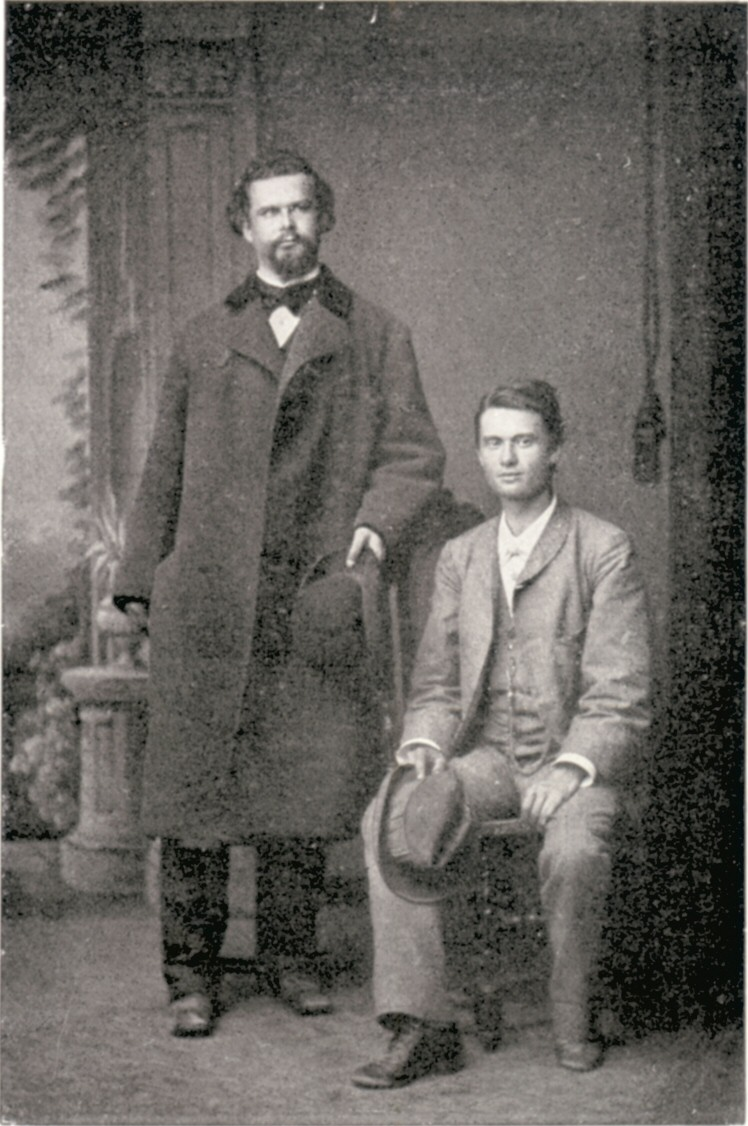
Lajos és Kainz

Lajos később sem nősült meg, és inkább a férfiak társaságát kereste. 1869-től naplót vezetett, amiben feljegyezte legbelsőbb gondolatait, szexuális vágyai elfojtására tett kísérleteit, és a vívódást, hogy mindemellett hogyan maradhat hithű katolikus. Az eredeti naplók elpusztultak a második világháború alatt, de fennmaradtak másolatok. Ezekből egyértelműen kitűnik, hogy Lajos életét végigkísérte homoszexualitása. Főlovászmesterével, Richard Horniggel húsz éven át tartott fent viszonyt, de kapcsolatban volt a magyar színésszel, Kainz Józseffel (Josef Kainz) valamint egyik udvaroncával, Alfons Weberrel is.
Lajos nem szerette, ha fiatal hölgyek fizikailag közeledtek hozzá. Ezt azonban nem tudta Jozefine Scheffzky énekesnő, amikor Lajossal (aki ezüstpáncéljában volt) és Wagnerrel hajókázott, és végigsimította a király hajfürtjeit. Lajos erre hirtelen mozdulattal válaszolt, és a hattyú formájú csónak felborult. Lajos nem sokat törődött a sekély vízbe esett hölgy megmentésével. Ezt inkább Wagnerre hagyta, és megindult a part felé, miközben a primadonna rendkívül illetlen dolgokat kiáltozott.
Gyerekkori jóbarátja volt unokahúga, Erzsébet bajor hercegnő, a későbbi osztrák császárné és magyar királyné. Közel álltak egymáshoz, összekötötte őket különcségük, a természet és a költészet iránt érzett szeretetük. Egymást csak Sirálynak és Sasnak nevezték; Lajos volt a Sas, Erzsébet a Sirály. Erzsébet miután értesült unokatestvére haláláról szomorúan megjegyezte, hogy Lajos csak különc volt, de nem őrült és az emberek hibájából halt meg, mert azok nem voltak hajlandók kíméletesebben bánni vele.

### Őrültsége

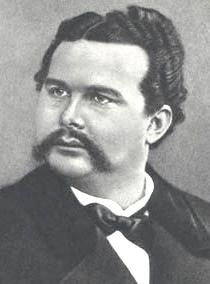
Az elhízott II. Lajos halála évében

Lajos a furcsaságairól volt híres. Édesanyjának, Máriának is voltak már problémái, feltehetően porfíriában szenvedett. Az asszony egyik furcsa elképzelése az volt, hogy minden verseskötetet újra kell nyomtatni, és a szerelem szavakat ki kell cserélni a barátság szóra. Lajos egyik kedvenc időtöltése volt, hogy ezüstvértet öltve, hattyú formájú csónakjában, Lohengrinként hajózott. Nem szerette a társaságot, de néha neki is kellett fogadásokat adnia. Ilyenkor általában olyan részegre itta magát, hogy másnapra nem emlékezett az egészből semmire sem. Máskor azt az utasítást adta a zenekarnak, hogy olyan hangosan játsszanak, hogy ne lehessen érteni mások szavát. Azt is megtette, hogy óriási virágkölteményt rendelt a fogadás színhelyére és az est egy részét abban elbújva töltötte.
Napirendje is teljesen felborult. Nappal aludt, éjszaka pedig a bajor vidéket járta. A kocsisoknak és a szánt vagy szekeret kísérő lovasoknak XIV. Lajos korabeli ruhákat kellett viselniük. Volt, hogy azt állította, XIV. Lajos francia király szellemével ebédelt és az is gyakran megesett, hogy szolgáit szólította XIV. Lajos és XV. Lajos néven. A szolgák elbeszélései szerint hangosan kacagott, amikor egyedül volt, és rendszeresen magában beszélt. A legnagyobb hóesésben kint teríttetett magának asztalt, és a legnagyobb hidegben hőségre panaszkodott. Ahogy egyre inkább elhatalmasodott rajta az elmebaj, tervei és kérései is egyre furcsábbak lettek. Olyan gépet akart terveztetni magának, amivel át tud repülni az Alpokon. Egy emberét háromszor is elküldte Capri szigetére, hogy ellenőriztesse vele, a Kék-barlang még valóban kék-e.
Ha utazni szeretett volna, például az ausztriai Innsbruckig, kiszámolta, hogy hány kört kell megtennie ahhoz a lovardájában, hogy azt mondhassa: odaért. Lovait a körök alatt cserélte, és amikor „odaért”, leszállt a lóról és elment lefeküdni. Egy idő után már nem csak valóságos helyekre lovagolt el, hanem kitaláltakra is.
A Mannheimi Elmegyógyintézet igazgatója, Heinz Häfner pszichiáter 2004 után kutatásokat végzett a bajor királyi család, a Wittelsbach-ház archívumában. Eredményeit a History of Psychiatry közölte 2013 végén. Heinz Häfner így nyilatkozott kutatásának eredményéről a BBC Historynak: „Nincs szavahihető bizonyíték arra, hogy a szó egzakt értelmében II. Lajos elmebajban szenvedett volna. A király viselkedése időnként furcsának hathatott, és zavarodottság jeleit is mutatta, ám ezek önmagukban nem az elmebaj tünetei. Uralkodásának utolsó napjaiig kompetens módon irányította országát.”
1886. június 10-én, egy nappal a trónfosztása után írt egy levelet unokafivérének, Lajos Ferdinánd hercegnek. A Die Welt szerint a dokumentum a király utolsó napjainak átértékelésére ösztönöz. A levélben megfogalmazott panaszok arra utalnak, az uralkodó elméje eléggé tiszta volt ahhoz, hogy felismerje a rá leselkedő veszélyt. Beszél az ellene szőtt "gyalázatos összeesküvésről" és megnevezi azt is, hogy kit gyanít mögötte. Az állítólagos betegségéről szóló híresztelésekről azt írja, hogy azokból "egyetlen betű sem igaz".
A dokumentum új világításba helyezheti II. Lajos három nappal később bekövetkezett, mindmáig tisztázatlan és számos legenda övezte halálát is

## Lajos és a művészetek

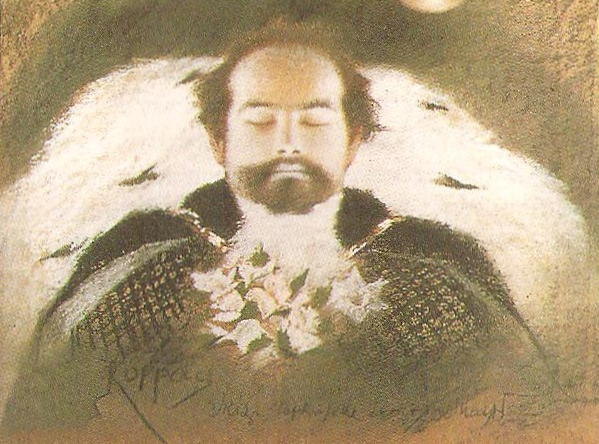
II. Lajos a halálos ágyán, Koppay József Árpád festménye

Lajos trónra kerülése után legelső intézkedései között volt, hogy kedvenc zeneszerzőjét, Wagnert a müncheni udvarába hívassa. Alig egy évre rá viszont el kellett küldenie Wagnert az udvarból, mert sem a kormányzat, sem a nép nem nézte jó szemmel barátságukat, illetve Wagner viselkedését (megalomániája és pökhendisége miatt Bajorországban közutálatnak örvendett a zeneszerző, adósságait is hanyagul kezelte). Egy másik magyarázat szerint Wagnert zavarta, hogy a király egyre jobban közeledni próbált felé. Ennek ellenére Lajos élete végéig Wagner pártfogója maradt. Ő kezdte el építtetni a bayreuthi Festspielhaust. Támogatása nélkül Wagner nem tudta volna megírni a Nibelung gyűrűjét, vagy utolsó operáját, a Parsifal-t.
Uralkodói kegyével tüntette ki Bulyovszkyné Szilágyi Lilla (1833–1909) magyar színésznőt, operaénekest, aki 1867-1871 között volt a müncheni Hoftheater tagja.

### Építkezései
Lajos nagyon érdeklődött az építkezések iránt. Ez nem is meglepő, hiszen nagyapja és apja is jelentősen átépítette Münchent és a Hohenschwangau kastélyt, ahol Lajos gyermekkorát töltötte. Vagyonokat költött megálmodott kastélyaira. Azonban amikor Bajorország 1880-ban már a 10 millió márkás adósságnál tartott, miniszterei nem adtak neki több pénzt, pedig ő még további 20 milliót szeretett volna. Először fenyegetőzött, hogy elhagyja Bajorországot, de ez nem hatott a miniszterekre. Ekkor úgy döntött, kölcsönkér, és elkezdte körüljárni Európa uralkodói udvarait. Járt az Orléans-ház tagjainál és a Rothschildoknál is, a hitel fedezeteként pedig bajorországi birtokait ajánlotta fel. Mivel sehol sem kapott pénzt, továbbment, de sem Brazília császára, sem az Oszmán Birodalom szultánja nem adott neki kölcsönt.
Ez idő tájt már elhatalmasodott rajta az elmebaj, és azzal az ötlettel állt elő, hogy olasz banditákból és kalandorokból csapatot szervez, és végigrabolja a frankfurti, berlini és párizsi bankokat, hogy pénzhez jusson. De itt nem állt meg; azt is kitervelte, hogy elrabolja a porosz trónörököst, és váltságdíjat követel érte. Máskor azzal fenyegetőzött, hogy kihantolja, és felpofozza apja holttestét, amiért ilyen kevés vagyont hagyott rá.

### Leghíresebb épületei

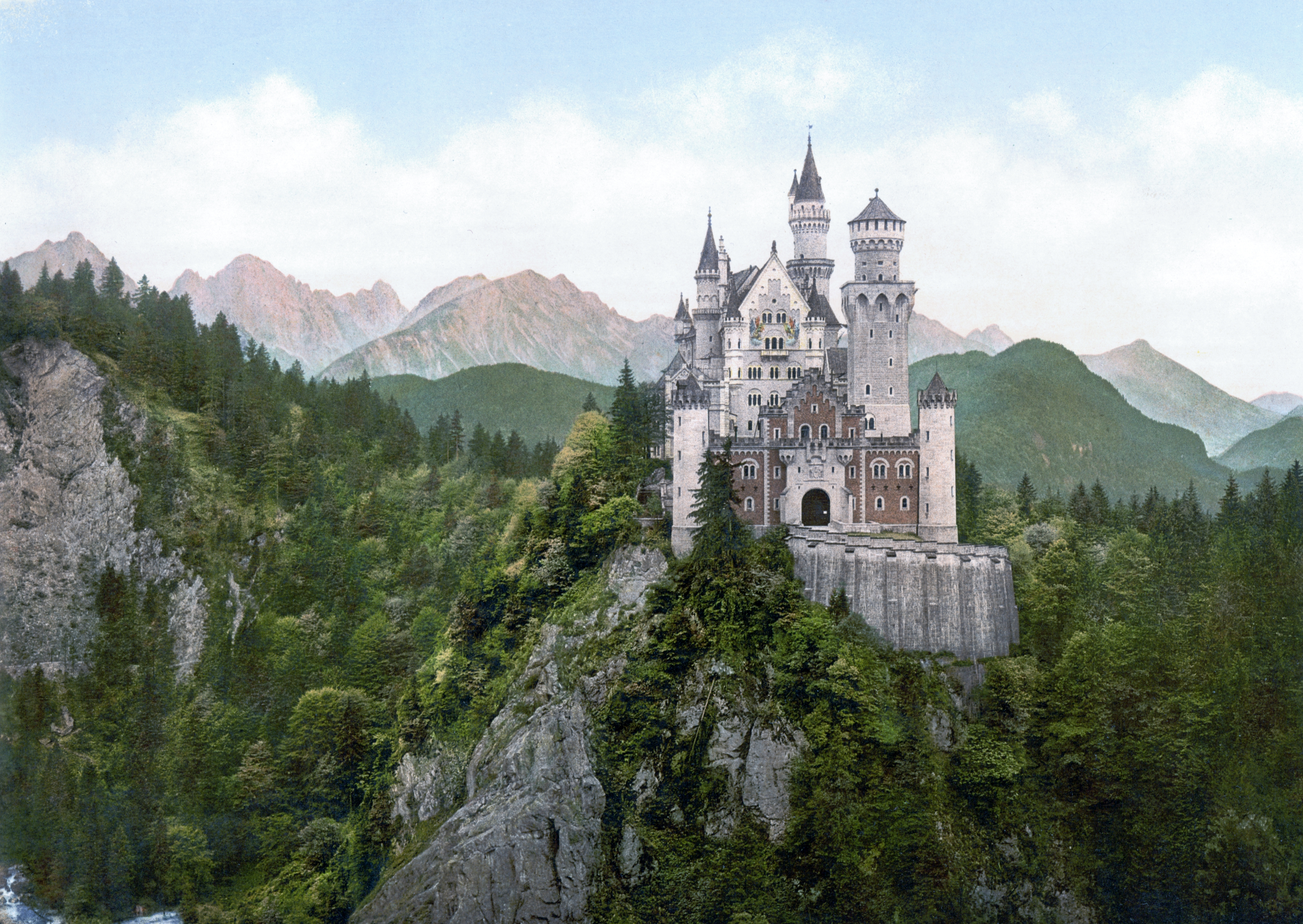
A Neuschwanstein kastély

A Neuschwanstein kastélyt egy meredek szikla csúcsára építették, Füssen várostól nem messze, közel az osztrák határhoz. Ötletét Lajos a középkori német legendákból, és Wagner operáiból, főleg A Nibelungokból és a Parsifalból merítette. 1869-ben kezdték építeni, de még 1886-ban, a király 17 évvel később bekövetkezett halálakor sem lett befejezve. A kastély építészeti stílusát lehetetlen megállapítani. Keveri a mór, a gótikus és a barokk elemeket, a trónterem pedig a bizánci stílus jegyeit viseli magán. A kastély nem csak ámulatba ejtő, hanem modern is volt; a kor legújabb fűtési rendszerével szerelték fel; a konyha tűzhelyeiből távozó forró levegőt a többi helyiség fűtésére használták fel. A csapokból hideg és meleg víz is folyt, vízöblítéses wc-k üzemeltek a kastélyban. Központi lépcsőháza mellett pedig lift is helyet kapott. A termek falait a középkori német mondavilág ill. Wagner operák jeleneteivel és hőseivel díszítették. A falakat mindenhol aranyozás és márvány faragások borítják, amelyen 17 faragó dolgozott 4 éven át. A trónterem legnagyobb éke a hatalmas, mintegy 18 mázsa súlyú aranyozott bronzcsillár.

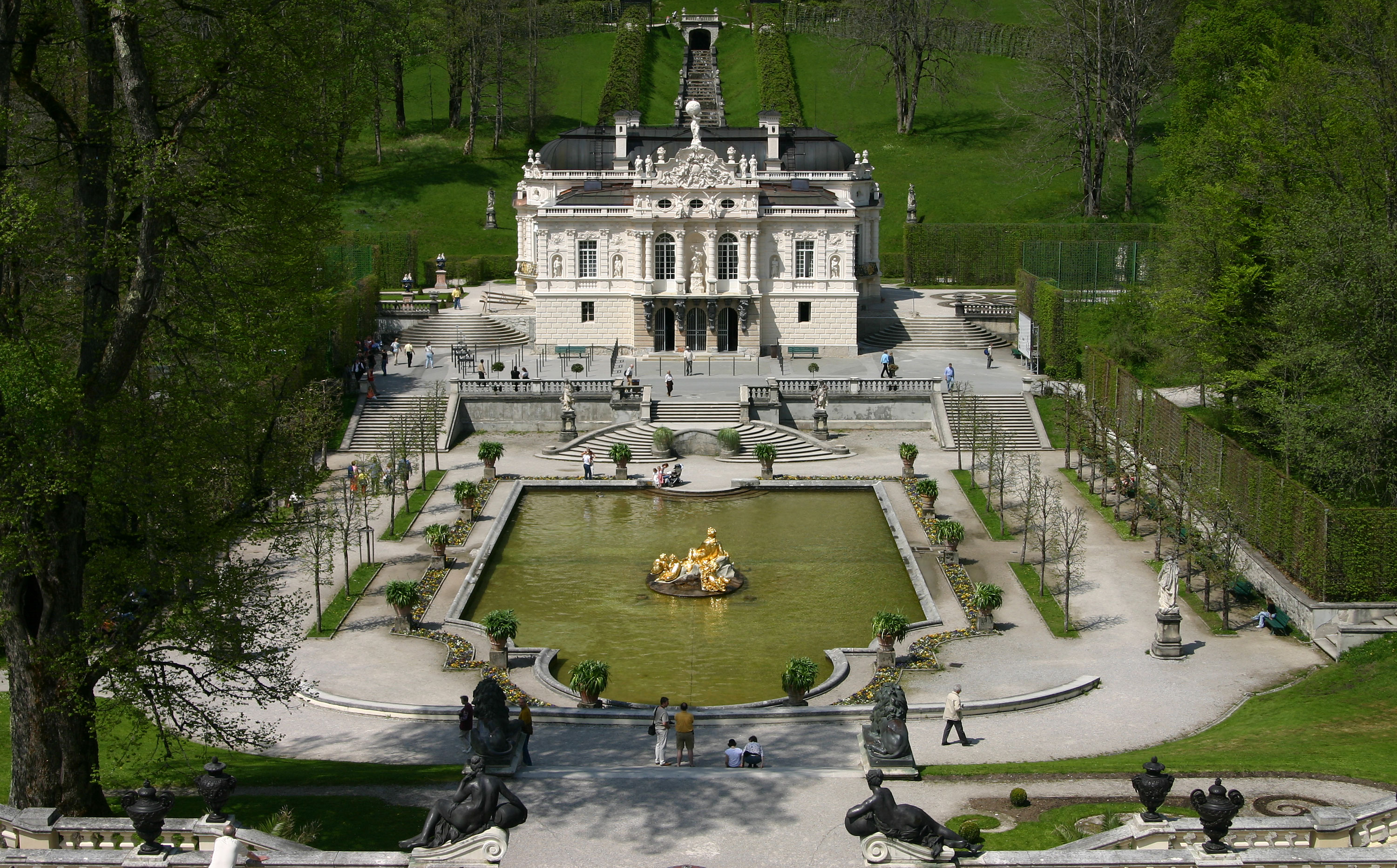
A Linderhof kastély

A Linderhof kastély Oberammergau közelében épült fel, egy csodálatos park közepén. A kastély leginkább a rokokó jegyeit hordozza magán. XIV. Lajos tiszteletére épült, akit Lajos a királyok közül a leginkább tisztelt. A kastély ebédlőjében egy hatalmas asztal állt, amit az egyik fogás végeztével le lehetett engedni, hogy az újonnan terített asztal a föld alól bukkanhasson elő, és így a királynak ne kelljen érintkeznie a szolgáival. A kastély másik érdekessége, hogy csupán egy hálószoba található benne. Tükörtermében, ha a megfelelő helyre állunk, végtelen folyosókat látunk magunk előtt, ami a tervezők leleményét dicséri. Tartozik hozzá egy Vénusz-templom, egy marokkói és egy mór kerti lak (melyben egy páva alakú trón is található), amiket Lajos azután építtetett, hogy meglátogatta az 1867-es párizsi világkiállítást; valamint egy kis kápolna is, csillagos mennyezettel. A kastélyt 1874 és 1878 között építették Christian Jank díszlettervező részvételével.

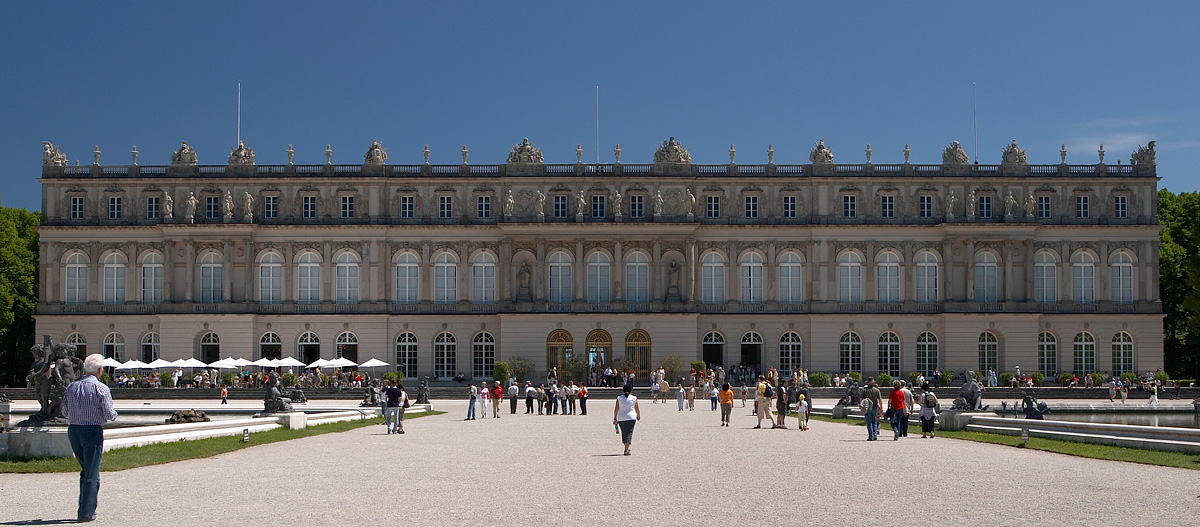
A Herrenchiemsee kastély

1878 után kezdett az új kastély, a Herrenchiemsee felépítésébe, amelyet pénz hiányában sohasem fejeztek be. A Chiem-tó egyik szigetén kezdték el építését, mintául a francia versailles-i kastély szolgált, de bizonyos tekintetben túl akart szárnyalni azon. Tükörterme nagyobb volt, mint francia változatának, és a (rég halott) XIV. Lajos használatára készített hálószobát maga Lajos jobbnak vélte az eredetitől. Georg Dollmann és Julius Hofmann készítette a terveket. Hét év múlva azonban elfogyott a pénz és a kastély befejezetlenül maradt. Francia mintára kialakított park is tartozik hozzá.
Ezen kastélyok mellett még rengeteg tervet készített, melyek megvalósítására már nem maradt ideje.

## Emlékezete
- 1972-ben Luchino Visconti filmet készített életéről, Ludwig címmel. Lajos király szerepét Helmut Berger, Erzsébet császárnét és királynét pedig Romy Schneider alakította.
- 1972-ben készült egy német film is, Ludwig - Requiem für einen jungfräulichen König (Lajos - Rekviem egy szűz királyért) címmel, írta és rendezte Hans-Jürgen Syberberg. A film főszerepében Harry Baert és Balthasar Thomast láthattuk Lajos szerepében, valamint Gerhard Maerz és Anette Tirier alakította Richard Wagnert.
- 1955-ben Helmut Kautner rendezésében készült a II. Lajos című film, ebben O. W. Fischer alakította Lajost és Ruth Leuwerik Erzsébet császárnét és királynét.
- A Tony Palmer által rendezett Wagner (1983) című filmben Richard Wagner szerepét Richard Burton alakította, Gálffi Lászlót pedig Lajos király szerepében láthattuk.
- Lajos: A Musical címmel Rolf Rettburg musicalt írt a királyról.
- Lajos király életéről három manga sorozat is készült. Gabriel Knight: The Beast Within címmel videójáték is napvilágot látott.